# 多努茲拉夫湖
45°20′N 33°00′E / 45.333°N 33.000°E
多努茲拉夫湖（烏克蘭語：Донузлав），是烏克蘭的湖泊，位於該國克里米亞半島，長30公里、寬8.5公里，面積47平方公里，最大水深27米，湖畔城鎮有米爾內和新奧澤爾內。